# Аполон и Дафне (митология)
„Аполон и Дафне“ е история от древногръцката митология, епизод от приключенията на бог Аполон. В него основна роля играе нимфа, на име Дафне.
Легендата е преразказвана от елинистически и римски автори (по-конкретно - Овидий) под формата на кратка любовна история и представлява обяснителен мит, предназначен да поясни причините за "появата" на растението лавър/дафин, както и за включването му сред атрибутите на култа към бога на изкуствата (например под формата на лавров венец).
Историята е пресъздадена и с известната скулптура на Джовани Лоренцо Бернини (17. век).

## Сюжет
Според легендата за Дафне, веднъж Аполон попада на живеещия в образа на малко дете бог на любовта Ерос (Купидон) и виждайки го да си играе със своите вълшебни лък и стрели и решава да му се надсмее; отправя му следната подигравка: - „Какво ще направиш ти с такива военни оръжия? Остави ги за по-достойните!“
Обиденият Ерос използва оръжието си срещу Аполон, възползвайки се от съдържащата се в него магия, благодарение на която може да предизвиква у когото пожелае любов или отчуждение към когото си поиска. Той пронизва Аполон с една от златните си стрели и той се влюбва заради това в Дафне, дъщеря на речния бог Пеней (или на Ладон - също речен бог). Прострелва и Дафне, но с оловна стрела - така тя придобива непоносимост към мъжете, съответно - и към Аполон. Придумва баща си да й обещае, че ще остане неомъжена.
Аполон, на когото всичко това не е ясно и който изгаря от страст по нимфата, я моли да отвърне на любовта му, обаче тя побягва и той се впуска да я преследва, все по-силно желаещ я. Ерос му помага да я настигне, но когато това става тя (с помощта на Пеней/Ладон или въобще - на боговете) предотвратява обладаването си, чрез една мигновена вълшебна трансформация - докато Аполон, доволен че я е хванал я прегръща, кожата й се превръща в дървесна кора, косите й стават листа, ръцете - клони, а стъпалата й се преобразуват в корени. Също така, главата ѝ се превръща в дървесна корона. Аполон остава влюбен в лавровото дърво, в което е преобразена любимата му и затова той си прави венец от няколко клонки и листа, които отрязва, и провъзгласява лавъра за свещено дърво.